# Breno
Breno (lombardul: Bré) település Olaszországban, Lombardia régióban, Brescia megyében. Lakosainak száma 4639 fő (2023. január 1.). Breno Bagolino, Bienno, Braone, Ceto, Cividate Camuno, Borgo Chiese, Valdaone, Losine, Malegno, Niardo és Prestine községekkel határos.

## Népesség
A település népessége az elmúlt években az alábbi módon változott:
| Lakosok száma | 4856 | 4821 | 4639 |
|               | 2017 | 2018 | 2023 |